# Црњански: биографија једног осећања
Црњански: биографија једног осећања је монографија Мила Ломпара о животу и делу српског и југословенског књижевника, новинара и дипломате Милоша Црњанског. Објављена је 2018. године у издању Православне речи из Новог Сада.

## Аутор
Монографија представља значајно стручно дело др Мила Ломпара, српског историчара књижевности и редовног професора Филолошког факултета Универзитета у Београду, председника Задужбине Милоша Црњанског и потпредседник Српске књижевне задруге.

## Опис
Књига са врло успеха покушава да одреди место Милоша Црњанског у српској књижевности и уопште српској култури. Аутор заступа тезу да је Црњански, својом појавом и друштвеним ангажманом, био ван свих оквира свог времена, те да је значајно превазилазио своје исписнике у доменима области које су биле предмет његовог интересовања. Тако, аутор износи једно сложено напоредно запажање о положају и улози Црњанског у епохама, времену и системима:
...нема погодног часа за дух који је непогодан у стихији културне обичајности и пролазности. У књижевном смислу, он је највиши израз и жива слика радикалног (авангардног) модернистичког нараштаја - Растко Петровић, Момчило Настасијевић, Тодор Манојловић, Станислав Винавер - у његовој вечној занемарености. У друштвеном и егзистенцијалном смислу, он је нешто друго и самосам: нема тренутка у времену који српска култура поклања, заувек и неповратно, овом апсолутном странцу. Отуд је он сасвим друштвено неупотребљив: у монархији, јер је плебејац; у републици, јер је монархиста; у комунизму, због свог антикомунизма; у поскомунизму, због антидемократског импулса; у југословенству; због српског становишта; у српском контексту, због српског становишта - по други пут; у унитаризму, зато што је унитариста; у федерализму, зато што је централиста; у традиционализму, зато што је авангардиста; у авангарди, зато што је историчан; у модернизму, јер је националиста; у национализму, зато што је радикално модеран. Нема друштвене употребљивости која би могла упитомити субверзију која долази са највећим странцем српске културе.— проф. др Мило Ломпар
Колико је Црњански био споран и неприхватљив, најбоље се види из есеја Марка Ристића из 1954. године, под насловом Три мртва песника. Наиме, иако је Црњански у тренутку писања овог есеја жив, Ристић га смешта међу мртве, наводећи да је ушао у фазу књижевне немоћи и стерилности из које никада неће моћи изаћи. Да парадокс буде већи, Црњански своју најзначајнију и са естетског аспекта најлепшу песму Ламент над Београдом, објављује тек 1962. године.
Користећи се пре свега различитим, познатим и непознатим, препискама Милоша Црњанског, као и његовим чланцима, аутор гради приказ идеолошко-политичких погледа самог Црњанског на феномене времена (попут нацизма, фашизма и комунизма). Такође, кроз преписке Црњанског са Ивом Андрићем и његове полемике са Мирославом Крлежом, дају се упоредни погледи на различите књижевне доживљаје и судбине.
Православна реч је приредила два издања 2018. године, једно библиофилско и једно брош издање. Ово друго је поновљено 2019. године.